# Ruben Kun
Ne doit pas être confondu avec Russell Kun ou Russ Kun.
Ruben James Kun ou Rueben James Kun, né le 30 mars 1942 et mort le 21 septembre 2014, est un homme politique nauruan, ancien ministre et ancien président de la république de Nauru du 19 décembre 1996 au 12 février 1997.

## Biographie
Avocat de profession, Ruben Kun est ministre des Finances avant de devenir président de la république de Nauru du 19 décembre 1996 au 12 février 1997.
Depuis la fin de la Solution du Pacifique, il est l'avocat de plusieurs réfugiés devant la Cour suprême du pays. L'homme politique Russell Kun est son neveu.